# 6473 Winkler
6473 Winkler (1986 GM) là một tiểu hành tinh vành đai chính được phát hiện ngày 9 tháng 4 năm 1986 bởi E. Bowell ở Anderson Mesa.
Nó được đặt theo tên Ron Winkler (1954-), a digital engineer ở the Goldstone deep space communications complex operated by NASA, who is particularly noted for his work ngày radar observation of near-Earth asteroids.